# Franziskaner
Franziskaner  (нем.) — марка пива производимого в Мюнхене, Германия, баварской пивоварней "Шпатен-Францисканер Брой" (Spaten-Franziskaner-Bräu GmbH), с 2004 г. входящей в крупнейшую пивоваренную группу Anheuser-Busch InBev.

## История
Первые сведения о пиве Franziskaner относятся к 1363 г., когда упоминается о пивоваре Сейделе Фатерштеттере (Seidel Vaterstetter), владельце пивоварни, расположенной на улице в Мюнхене, на которой также находится монастырь францисканцев. Из-за близости к францисканскому монастырю, пивоварня и пиво и получили название Franziskaner.
В 1841 году пивоварня была приобретена Августином Дигельмайером, зятем известного пивовара Габриэля Дигельмайера, который с 1807 г. владел мюнхенской пивоварней «Шпатен брой». В 1858 г. совладельцем «Францисканер брау» становится Йозеф Зидельмайер, сын Габриэля Зидельмайера, а в 1861 году пивоварня полностью переходит в его собственность после того, как он выкупил дела Августина Дигельмайера.
В 1872 году пивоварня участвует в Октоберфесте с янтарным пивом Ur-Märzen, так рождается новый стиль — мартовское пиво. В 1909 году Габриэль Зидельмайер III, сын Йозефа Зидельмайера, преобразует пивоварню в собственность семейной компании Joseph Sedlmayr Zum Franziskanerkeller (Leistbräu) AG. В 1922 году компания объединяется со Spaten bräu, которая также принадлежит семье Зидельмайер. Объединенная компания получила название Gabriel und Joseph Sedlmayr Spaten-Franziskaner-Leistbräu AG.
В 1935 году мюнхенский художник Людвиг Хольвайн создаёт торговый логотип и знак пива «Францисканер», которые используются по сей день — изображение монаха-францисканца с кружкой белого пива.
Сегодня Franziskaner варится и разливается на одном из самых современных пивоваренных заводов в мире. В начале нового тысячелетия бренд является одним из лидеров рынка в стиле «вайсбир» и занимает 3-е место по продажам среди марок пшеничного пива в мире. В течение 2002/2003 г. пивоварня увеличила объём продаж и превысила 1 млн гектолитров в год.
Любителем пива «Францисканер» был Бенедикт XVI.

## Ассортимент
На 2019 год пивоварня предлагает следующие сорта пива:
- Franziskaner Hefe-Weissbier Naturtrüb — светло-золотистое нефильтрованное пшеничное пиво с ароматами мёда, бананов и цитрусовых, свежим, пряным и фруктовым вкусом с лёгким сладким послевкусием. Содержание алкоголя 5,0 %.

- Franziskaner Hefe-Weissbier Dunkel — тёмно-янтарное нефильтрованное пшеничное пиво с ароматом солода с нотками свежего хлеба, орехов и карамели. Содержание алкоголя 5,0 %.
- Franziskaner Royal — светлое нефильтрованное пшеничное пиво с фруктовым ароматом банана и цитрусовых. Содержание алкоголя 6,0 %.

- Franziskaner Weissbier Kristallklar — светло-золотистое игристое, фильтрованное кристаллическое пшеничное пиво без дрожжей, с терпким, свежим ароматом, фруктовым вкусом и легкой горчинкой, с содержанием алкоголя 5,0 %.

- Franziskaner Hefe-Weissbier Leicht — светло-золотистое нефильтрованное пшеничное пиво с терпким фруктовым вкусом и ароматом, с нотками цитрусовых. Содержание алкоголя 2,9 %.
- Franziskaner Helles — традиционный мюнхенский светлый лагер. Содержание алкоголя 4,8 %.
- Franziskaner Kellerbier — нефильтрованный «подвальный» лагер. Содержание алкоголя 5,2 %.

- Franziskaner Alkoholfrei — светло-золотистое безалкогольное пшеничное пиво со сладким вкусом и ароматом с нотками свежего хлеба. Содержание алкоголя 0,5 %.

Также в линейке есть коктейли на основе Franziskaner Hefe-Weissbier Naturtrüb и Franziskaner Alkoholfrei со вкусом бузины, лимона, кровавого апельсина.